# Estelle Winwood
Estelle Winwood, född 24 januari 1883 i Lee, Kent, England, död 20 juni 1984 i Woodland Hills, Kalifornien, USA, var en brittisk skådespelare. Winwood ägnade sitt största intresse åt teaterskådespeleri, hon debuterade på Broadway 1916 där hon kom att vara verksam fram till 1966. Hon filmdebuterade 1930, men medverkade främst på äldre dagar mer frekvent i filmer och TV-produktioner.

## Filmografi, urval
- 1937 – Quality Street
- 1955 – Slottsbalen
- 1956 – Svanen
- 1956 – 23 steg till Baker Street
- 1958 – I dag är jag kär
- 1959 – Darby O'Gill och småfolket
- 1961 – De missanpassade
- 1962 – Den misstänkta värdinnan
- 1964 – Vem ligger i min grav?
- 1966 – Läderlappen (TV-serie)
- 1966 – Mannen från UNCLE (TV-serie) (gästroll)
- 1967 – Camelot
- 1967 – Producenterna
- 1976 – Släpp deckarna loss, det är mord